# Liste der Marskrater/X
| Name   | Benannt nach          | Lage                | Mittlerer Durchmesser (km) | Name gültig seit |
| ------ | --------------------- | ------------------- | -------------------------- | ---------------- |
| Xainza | Xainza, Ort in China  | 0,78° N, 3,94° W    | 23,96                      | 14. Sep. 2006    |
| Xui    | Xuí, Ort in Brasilien | 15,09° N, 112,63° O | 3,15                       | 1988             |